# Локалита Продутива (Фрозиноне)
Локалита Продутива је насеље у Италији у округу Фрозиноне, региону Лацио.
Према процени из 2011. у насељу је живело 41 становника. Насеље се налази на надморској висини од 269 м.